# Thuyết thực hữu
Thuyết thực hữu (tiếng Anh: Physicalism - chủ nghĩa vật lý) là một quan điểm triết học cho rằng mọi thứ tồn tại không vượt ra ngoài các tính chất vật lý của nó; nghĩa là không có gì ngoài các sự vật vật lý.
Luận thuyết này thường được xem là một luận thuyết siêu hình học, song song với thuyết của triết gia Hy Lạp cổ đại Thales rằng mọi thứ đều là nước, hay với chủ nghĩa duy tâm của triết gia thế kỷ 18 Berkeley rằng mọi thứ đều nằm trong tâm thức (everything is mental).
Ý niệm tổng quan của thuyết thực hữu là bản chất của thế giới thực (hay toàn bộ vũ trụ) có tính chất vật lý. Tất nhiên, các triết gia thực hữu không phủ nhận rằng trên thế giới có thể có nhiều thứ mà thoạt nhìn không có vẻ gì vật lý—những thứ có bản chất sinh học, hay tâm lý học, hay luân lý, hay xã hội. Nhưng họ khẳng định rằng rốt cuộc thì những thứ đó vẫn hoàn toàn có tính chất vật lý.
Thuyết thực hữu đôi khi được gọi là chủ nghĩa duy vật. Nhưng thuật ngữ "chủ nghĩa thực hữu" được ưa dùng hơn vì nó phát triển với các khoa học vật chất (physical science, gồm thiên văn học, hóa học, khoa học Trái Đất, vật lý học) để kết hợp các khái niệm phức tạp về tính vật lý, chứ không dừng lại ở khái niệm vật chất của chủ nghĩa duy vật, ví dụ như các quan hệ sóng/hạt và các lực phi vật chất tạo bởi các hạt.